# Lijst van ontvangers van de Bronzen Leeuw
Lijst van ontvangers van de Bronzen Leeuw
In totaal werd de Bronzen Leeuw iets meer dan 1200 keer uitgereikt, inclusief 30 keer aan inlanders die in Nederlands-Indië hadden gevochten.
Voor de Operatie Market Garden werd de Bronzen Leeuw uitgereikt aan 18 Nederlanders en 34 buitenlanders. Achter hun naam staat *.
Tenzij anders aangegeven, hebben alle ontvangers de Nederlandse nationaliteit.
| - Jos van Aalderen - Joop Abbink - Andries Ausems - M. van Barneveld * - Reindert Lieuwes Bangma - Richard Barmé - Johannes Stephanus Bax - Jan Beckering Vinckers - Chr. Frederik van den Berg - Jan Willem van den Berg - Jan de Bloois - C.W.T. baron van Boetzelaer - Abraham du Bois - Otto de Booy - E. baron v.d.Borch v.Verwolde - J.J.F. Borghouts - Jan Bottema - Jan Brasser - Jhr. mr. Robert de Brauw - H.V.B. Burgerhout - Gerrit Bertus Buunk - G.B. du Celliée Muller - N.J. Celosse - Maarten Cieremans - Dr. Antonie Hendrikus Colijn - Henk Deinum - J.H. Diesfeldt - F.T. Dijckmeester - Joannes Laurens van Elsen * - G.B.E. van Erkel (2x) | - Jan Faber - P.R. Gerbrands - Bram Grisnigt - J. Haeck - J.E. von Hemert - P. Hoekman - H.A. Hoekstra - Mr. S.J. van der Hoeven - A.A. Homburg (2x) - F.J. Hoogewooning - P.W. Hordijk - Jacques Houtsmuller - J.H.A. Jacometti - J.R.L. Jans - R.E. Jessurun - Jhr. E.W. de Jonge - Jhr. M.W.C. de Jonge - W.N. Kelder - C.L. Kist - S.S. de Koe - Harmen Koopmans - J.J.C. Korthals Altes - G. Koudijs - G. Kouwenhoven - Charles Douw van der Krap * - Pieter Casper Kroon - F.E. Kruimink | - A.F. Lancker - A.G. van der Land - Henk Letteboer - Herman Leus - Petrus Jacobus Ligtvoet - Jan Linzel - Roger Exley Lloyd - Henk van Loenen - Sgt. Charles Lodde (1912-1945) - Jan Meijer - E.O. Mettivier Meijer - Eddie Myers - K.C. Mooiweer - Menco Rein Mulder - Meliezer Johan - A.A. Oosterhuis - S.J. Postma 'Charley' - H.H.L. Pröpper - Hendrik Raak - G.L. Reinderhoff - E.J.G. te Roller - Ary Romijn - J.H. (Jan) de Rooij - A.A. de Roode - Henriette Roosenburg - A.A.M. van Rijsewijk - Frits Ruys - Liepke Scheepstra - Willem Schoemaker - W.J.H. Schreinemachers 'Wim' - Dr. Jan Marginus Somer - Gerben Sonderman - Stanisław Sosabowski * - Jacob Staal | - Cornelis van Stam - Jan Willem Stam * - Huibert Mathijs Staverman - Harm Steen - C.C. Steensma - Bram van der Stok - Peter Tazelaar - Père Timmermans - Gijs Tuinman - Ben Ubbink - Roy Urquhart * - J.W.H. Uytenbogaart - Marinus Vader - Willem van der Veer - Antoine van Versendaal - Hein Verbrugge - Jan Verboog - Marinus Verhage - W.A.M. Visser - Pieter de Vos - Harry Frederik Voss - C. Waardenburg - Otto Martin Wiedemann - Johannes Bernardus Herman Willemsz Geeroms - W.F.A. Winckel - Johannes van Zanten * - Reinder Zwolsman - J.E. Glastra van Loon-Boon - M.C. van Grunsven 'Riet' - Meinarda van Terwisga |